# Ali Akbar (écrivain)
Ali Akbar (Bakou, 28 janvier 1978) est un journaliste, traducteur et écrivain azerbaïdjanais.